# Bieszczadzki Park Narodowy

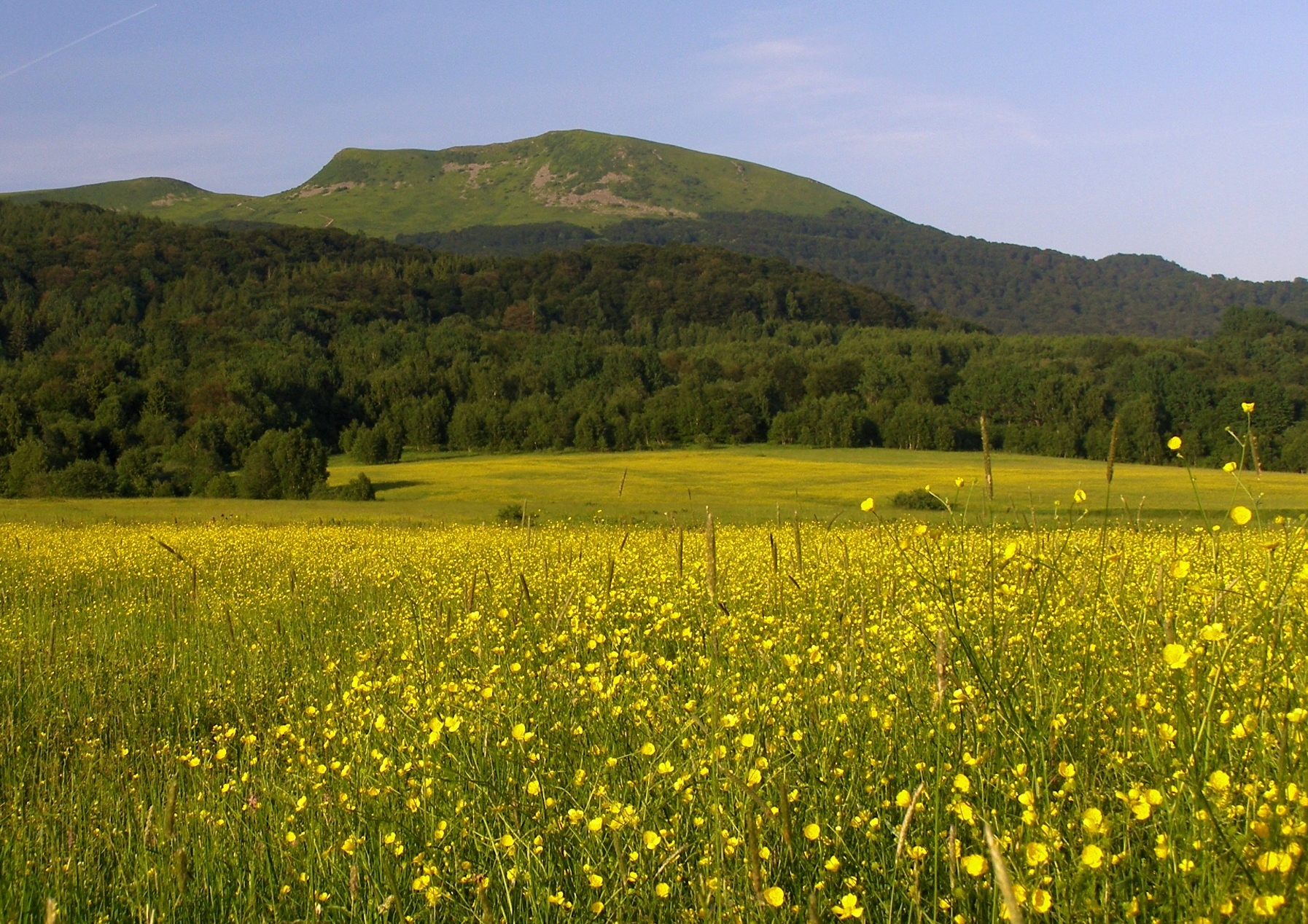
Widok na Tarnicę z Wołosatego

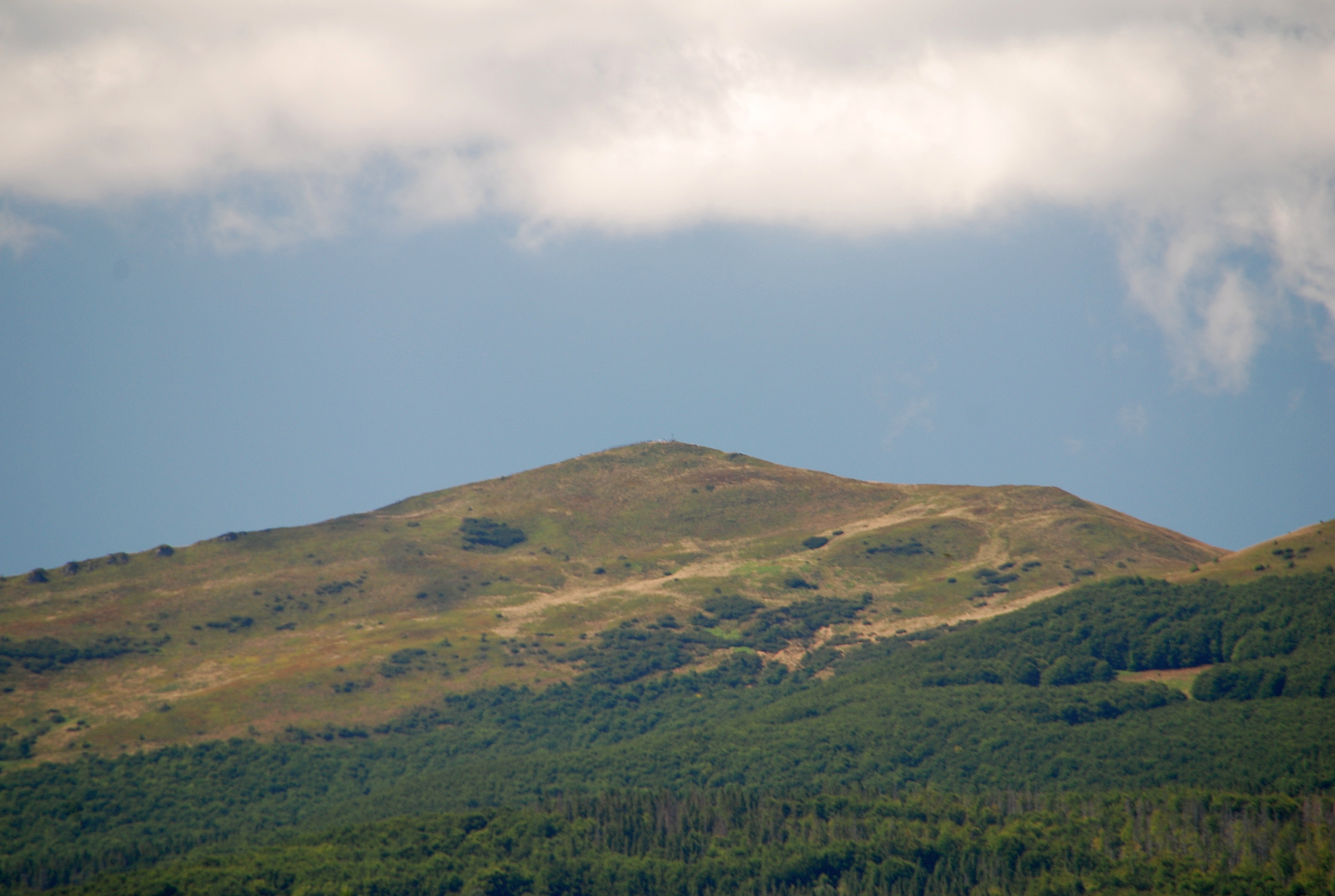
Widok na Halicz z doliny górnego Sanu

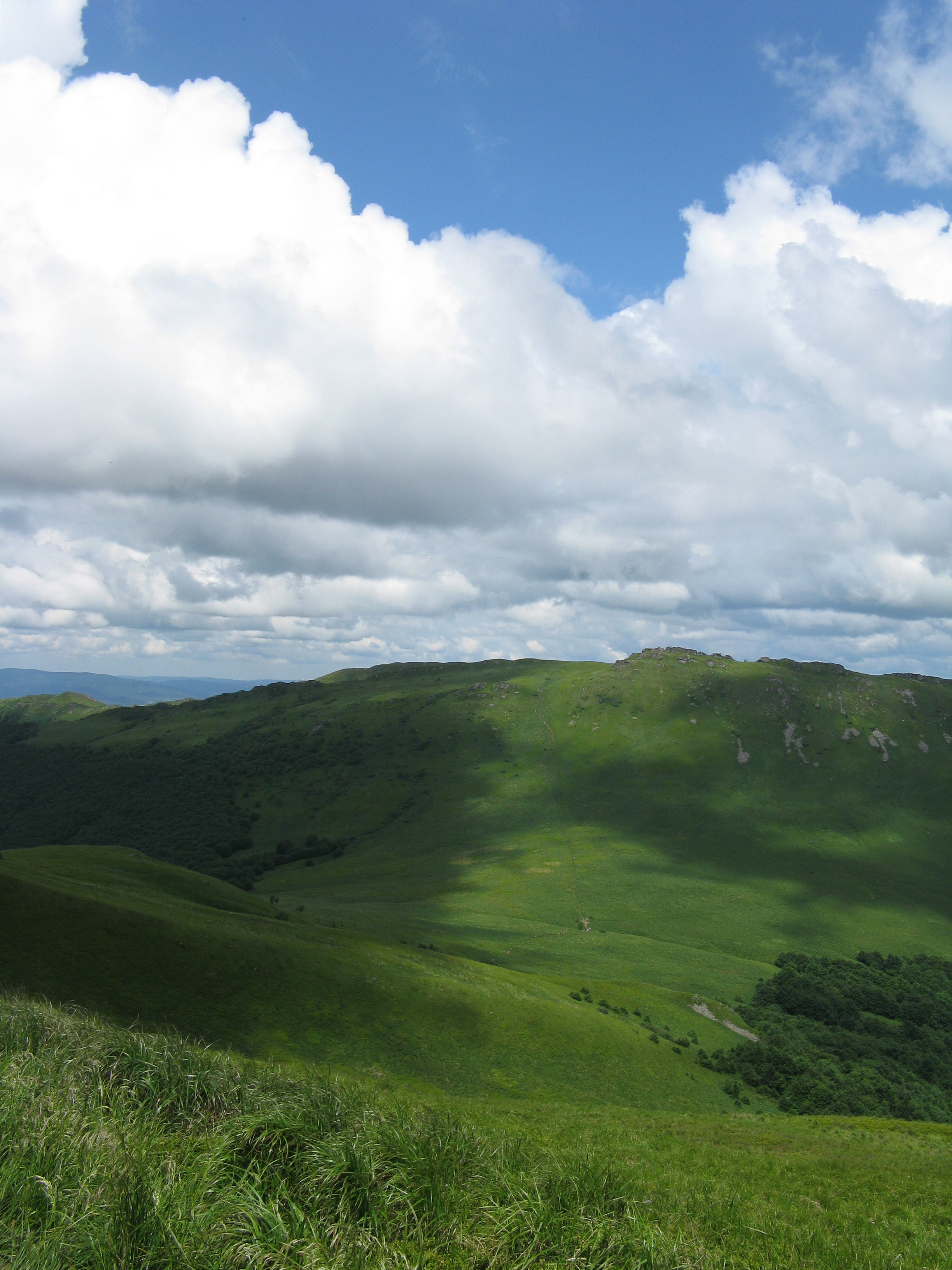
Przełęcz Goprowska z Tarnicy

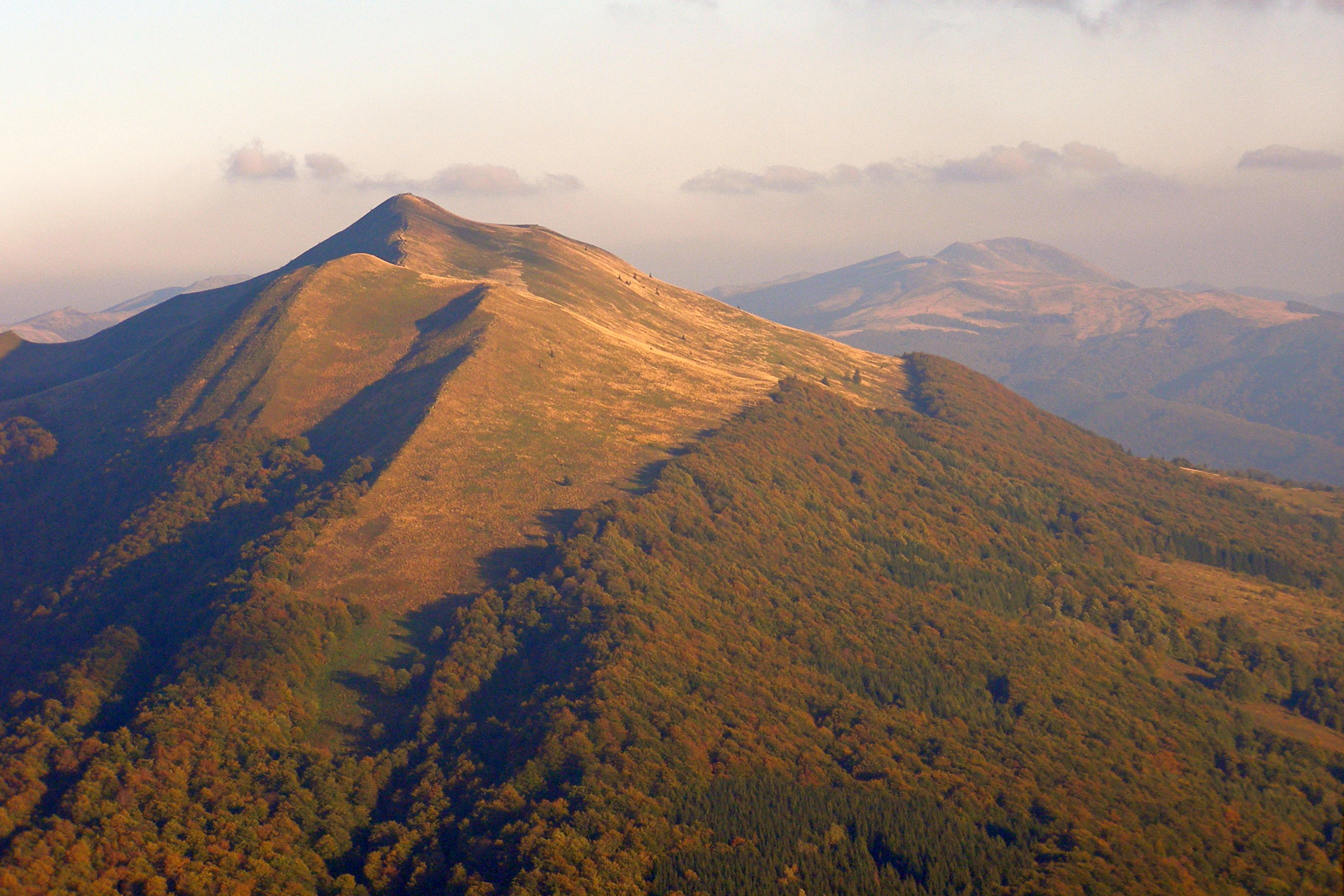
Połonina Caryńska

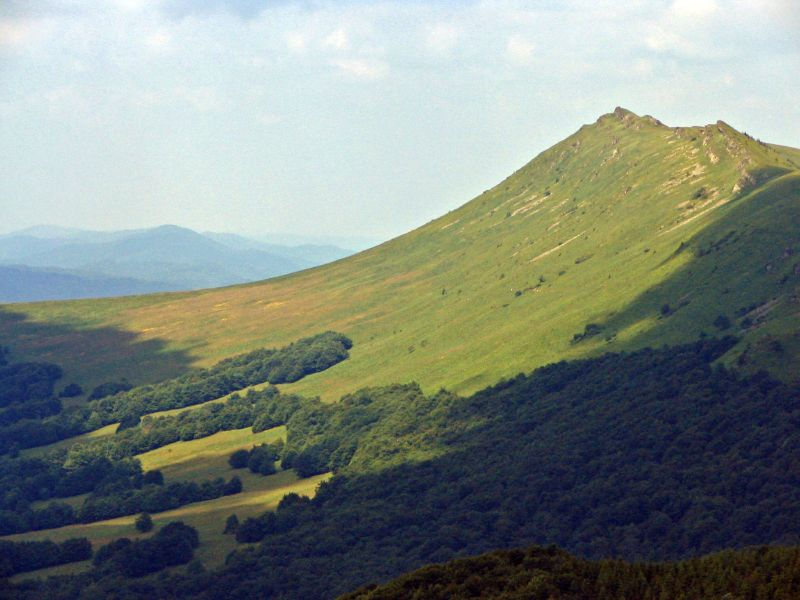
Krzemień

Bieszczadzki Park Narodowy – jeden z 23 polskich parków narodowych położony w Bieszczadach Zachodnich. Utworzony w 1973 roku. W 1992 roku stał się częścią Międzynarodowego Rezerwatu Biosfery „Karpaty Wschodnie”. Od 2021 roku 11% powierzchni parku wpisane jest na listę światowego dziedzictwa UNESCO. Jest czwartym co do wielkości parkiem narodowym na terenie Polski i największym parkiem narodowym w polskich górach.
Bieszczadzki Park Narodowy zajmuje południowo-wschodnią część województwa podkarpackiego. Na jego obszarze leży także najbardziej na południe wysunięty punkt Polski, położony przy granicy z Ukrainą, szczyt Opołonek (1028 m n.p.m.). Siedziba Dyrekcji Parku mieści się w Ustrzykach Górnych. Gatunkiem „herbowym” Bieszczadzkiego Parku Narodowego jest ryś.
Powierzchnia Bieszczadzkiego Parku Narodowego wynosi obecnie 292,02 km². Jego otulinę stanowią Ciśniańsko-Wetliński Park Krajobrazowy i Park Krajobrazowy Doliny Sanu.

## Historia
Pierwsze plany dotyczące utworzenia parku narodowego pochodzą z połowy lat 50. XX wieku. W chwili utworzenia w 1973 obejmował masyw Tarnicy (1346 m n.p.m.), Krzemienia (1335 m) i Halicza (1333 m), oraz podszczytowe partie Połoniny Caryńskiej (1297 m) o powierzchni zaledwie 59,55 km² (lecz niektóre źródła podają powierzchnię początkową 5725 ha, czyli 57,25 km²). Obszar parku był powiększany czterokrotnie w latach 1989, 1991, 1996 oraz 1999. Obecnie jego powierzchnia wynosi 29 202 ha. Jednakże pojęcie „park narodowy” znane jest w polskich Bieszczadach znacznie wcześniej niż 1973 rok. Otóż od lat 50. XX wieku połoniny znajdowały się w zarządzie dyrektora Tatrzańskiego Parku Narodowego. Było to związane z poszukiwaniem nowych pastwisk dla podhalańskich owiec, którym ochrona ścisła łąk w Tatrzańskim PN zabroniła wstępu na hale tatrzańskie. Obecnie w granicach Bieszczadzkiego PN znajduje się ogromna część tzw. polskich Bieszczadów Wysokich, a także kilka enklaw, z największą w dolinie górnego Sanu, gdzie Park przejął po kombinacie Igloopol łąki i nieużytki.
W latach 1991–2003 dyrektorem BPN był inż. Wojomir Wojciechowski.
W latach 1944–1947 z obszaru znajdującego się obecnie w granicach Bieszczadzkiego Parku Narodowego wysiedlono ludność ukraińską, a tereny dawnych wsi i osad zaczęły porastać drzewami i krzewami, i coraz liczniej pojawiały się dzikie zwierzęta. W ten sposób ukształtowany na pół naturalny, a na pół wywołany działalnością człowieka krajobraz nosi nazwę „krainy dolin”. Wędrując po bieszczadzkich dolinach można nadal odnaleźć ślady dawnego osadnictwa – miedze i terasy pól, piwnice i zawalone studnie, podmurówki domów, przydrożne drzewa i zdziczałe sady. Dla zachowania otwartych terenów prowadzi się regularne koszenia, a od 1993 r. również wypas koni huculskich. Hodowle tego wywodzącego się z Karpat Wschodnich konia znajdują się w Wołosatem i Tarnawie Niżnej.
W celu skutecznej ochrony bogactwa przyrodniczo-kulturowego obszarów przygranicznych Polski, Słowacji i Ukrainy w roku 1992 pod auspicjami UNESCO utworzono Międzynarodowy Rezerwat Biosfery „Karpaty Wschodnie”. Obejmuje on swoim zasięgiem trzy parki narodowe: Bieszczadzki Park Narodowy, Park Narodowy Połoniny na Słowacji oraz Użański Park Narodowy na Ukrainie. Przylegają do nich dwa polskie parki krajobrazowe: Doliny Sanu i Ciśniańsko-Wetliński oraz na Ukrainie Nadsański Park Krajobrazowy. W 1998 roku Bieszczadzki Park Narodowy jako drugi obszar chroniony w Polsce (pierwszym był Białowieski Park Narodowy) otrzymał Dyplom Europejski przyznany przez Radę Europy w uznaniu za wysiłki włożone w ochronę unikatowych w skali kontynentu wartości przyrodniczych. Większa część Bieszczadów Zachodnich, w tym Bieszczadzki Park Narodowy została objęta ochroną w ramach europejskiej sieci Natura 2000.

## Flora
Bieszczadzki Park Narodowy chroni najwyższe partie polskiej części Karpat Wschodnich. W Parku wyróżniono dwa piętra roślinno-klimatyczne: regiel dolny i połoniny. Blisko 80% obszaru BPN zajmują naturalne lasy liściaste i mieszane z bukiem, olszą szarą, jaworem, świerkiem i jodłą, z czego 15% uznaje się za drzewostany puszczańskie o charakterze pierwotnym. Można je odszukać m.in. na południowo-zachodnich zboczach Małej i Wielkiej Rawki oraz na północnych stokach Smereka. Obszary objęte ochroną ścisłą zajmują prawie 70% powierzchni. Jest to największy wskaźnik spośród wszystkich parków narodowych w Polsce.
Liczba gatunków roślin naczyniowych stwierdzonych w Bieszczadzkim PN wynosi blisko 780, z czego około 30 to gatunki wschodniokarpackie np. tojad wschodniokarpacki i tauryjski, goździk kartuzek, goździk skupiony, lepnica karpacka, pszeniec biały, z których 7 to endemity Karpat Wschodnich (np. pszeniec biały, tojad wschodnio-karpacki i goździk kartuzek skalny). Ponadto stwierdzono tu obecność 250 gatunków mchów, 500 gatunków porostów i 1000 gatunków grzybów. Powyżej górnej granicy lasów od wysokości 1150–1250 m n.p.m. rozciąga się unikatowe i niespotykane gdzie indziej w Polsce piętro wschodniokarpackich hal nazywanych „połoninami”, które zajmuje powierzchnię ok. 1800 ha. Prawie 90% tego obszaru podlega ochronie ścisłej. Prowadzony bardzo intensywnie przez dawnych mieszkańców wypas bydła ustał na połoninach w połowie lat 40. XX wieku. Rośnie tu szereg roślin rzadko lub w ogóle nie spotykanych w innych polskich górach, takich jak: tojad bukowiński, fiołek dacki, ostrożeń wschodniokarpacki czy też pszeniec Herbicha. Wczesną wiosną wzdłuż cieków bardzo licznie zakwita śnieżyca wiosenna. Występuje tu jej karpacki podgatunek, charakteryzujący się tym, że często spotykane są osobniki, u których na jednej łodydze występują dwa kwiaty.
Obok gatunków rodzimej flory na terenie Parku pojawiają się również gatunki obce, w tym inwazyjne. Pracownicy Parku analizują takie pojawy, a w miarę potrzeby podejmują działania zapobiegawcze. M. in. w latach 2020-2023 prowadzone były intensywne zabiegi mające na celu zwalczanie barszczu Sosnowskiego, którego występowanie stwierdzono w okolicy Tarnawy Niżnej.

## Fauna
Bieszczadzki Park Narodowy stanowi ostoję dla przeszło 230 gatunków kręgowców, w tym 58 gatunków ssaków. W jego granicach występują prawie wszystkie krajowe gatunki dużych ssaków drapieżnych z niedźwiedziem, wilkiem, rysiem i żbikiem oraz roślinożernych, z żubrem i jeleniem karpackim. W latach 60. XX w. z ośrodków hodowlanych w Pszczynie i Niepołomicach przywieziono w Bieszczady blisko 20 żubrów. Zwierzęta te na tyle się tutaj zaaklimatyzowały i dostosowały do górskich warunków, że obecnie ich liczba sięga 280 osobników, z czego kilkadziesiąt przebywa na terenie parku. Jest to największe dziko żyjące górskie stado tych zwierząt na świecie.
Ornitofauna BPN liczy ponad 140 gatunków ptaków lęgowych. Szczególnie cenne są gnieżdżące się tu duże ptaki drapieżne, w tym: orły przednie, orliki krzykliwe, gadożery, orzełki włochate, trzmielojady oraz niezwykle rzadkie ścierwniki białe. Spośród sów spotyka się tu większość rzadkich krajowych gatunków: sóweczki, włochatki, puchacze i puszczyki uralskie. Zagęszczenie tego ostatniego należy do najwyższych w Europie. W granicach Bieszczadzkiego PN gniazdują także chronione gatunki dzięciołów, w tym wpisane na listę „Polskiej Czerwonej Księgi Zwierząt”: dzięcioł białogrzbiety i dzięcioł trójpalczasty. W najwyższych partiach Parku można zobaczyć rzadkie gatunki ptaków wysokogórskich, takich jak: siwerniak i płochacz halny, a sporadycznie także nagórnik.
Gady reprezentują m.in. żmija zygzakowata i wąż Eskulapa.
Poza kręgowcami jest też dużo wyjątkowych pierścienic, owadów i pajęczaków.

## Ośrodki dydaktyczne i muzealne
W Ustrzykach Dolnych znajduje się Ośrodek Naukowo-Dydaktyczny i Muzeum Przyrodnicze Bieszczadzkiego Parku Narodowego. Muzeum posiada jedną z największych w Polsce kolekcji okazów przyrodniczych. Usytuowane na trzech poziomach zbiory pogrupowano tematycznie: ogólna systematyka zwierząt, geologia, flora i fauna Bieszczadów oraz zagadnienia z ochrony przyrody i historii regionu. Turyści udający się do BPN od strony Ustrzyk Dolnych mogą odwiedzić Ośrodek Informacji i Edukacji Turystycznej w Lutowiskach, który jest otwarty przez cały rok. Znajduje się tu punkt informacji turystycznej, sala wystawowa, można zakupić wydawnictwa, obejrzeć film lub też skorzystać z noclegów i zjeść posiłek.

## Ścieżki przyrodnicze
Na terenie Bieszczadzkiego Parku Narodowego istnieje kilkanaście ścieżek przyrodniczo-historycznych, które w większości prowadzą wzdłuż istniejących szlaków pieszych. Poszczególne przystanki oznaczono w terenie małymi tabliczkami z symbolem każdej trasy i kolejnym numerem przystanku. Szczegółowe opisy wraz z rycinami i zdjęciami ciekawych roślin i zwierząt umieszczono w serii zeszytowych przewodników, które można kupić w sezonie turystycznym w każdym z przeszło dwudziestu punktów informacyjno-kasowych parku narodowego.

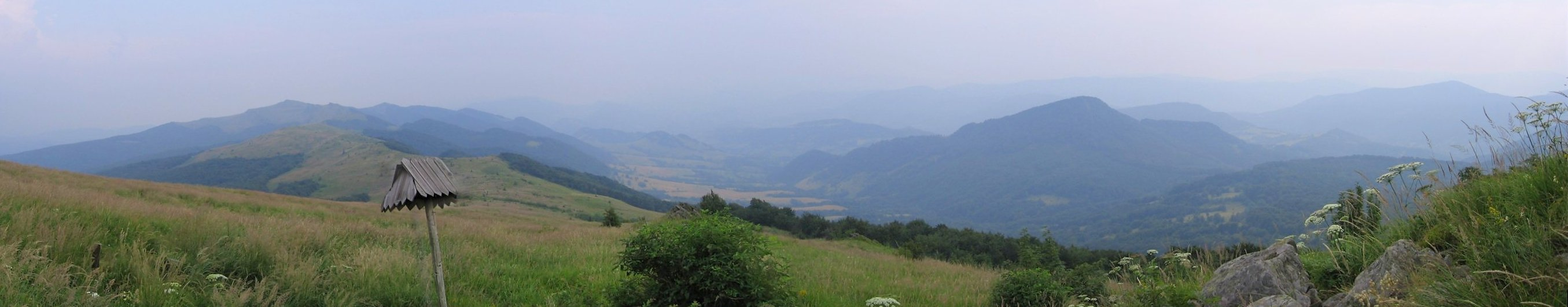
Panorama Bieszczadów Wysokich z Rozsypańca